# Dácia Aureliana
Dácia Aureliana foi uma província romana criada pelo imperador Aureliano a partir do território da antiga Mésia Superior depois da retirada das tropas imperiais da Dácia Trajana, que estava no território além do Danúbio, em 271. Entre 271/275 e 285, ela ocupou a região que hoje é o noroeste da Bulgária e o leste da Sérvia. Sua capital era Sérdica (moderna Sófia, na Bulgária). O imperador Diocleciano finalmente dividiu-a em duas, a Dácia Mediterrânea, que herdou a capital, e a Dácia Ripense, com capital em Raciária. Posteriormente, as duas, juntamente com a Dardânia, a Mésia Prima e a Prevalitana foram subordinadas à recém-criada Diocese da Dácia.